# چارپدان
چارپدان، روستایی از توابع بخش مرکزی شهرستان نیک‌شهر در استان سیستان و بلوچستان ایران است.

## جمعیت
این روستا در دهستان چاهان قرار دارد و براساس سرشماری مرکز آمار ایران در سال۱۳۹۵، جمعیت آن ۵۹ نفر (۱۷خانوار) بوده‌است.